# Сан-Жозе-да-Тапера
Сан-Жозе-да-Тапера (порт. São José da Tapera) — муниципалитет в Бразилии, входит в штат Алагоас. Составная часть мезорегиона Сертан штата Алагоас. Входит в экономико-статистический микрорегион Баталья. Население составляет 31 032 человека (2008 год). Занимает площадь 675 км².